# 네덜란드 왕자 콘스탄테인
콘스탄테인 크리스토프 프레데릭 아스빈(네덜란드어: Constantijn Christof Frederik Aschwin, 1969년 10월 11일~)은 네덜란드의 왕자로 베아트릭스 여왕의 막내아들이다. 위로 두 형 빌럼알렉산더르 국왕과 프리소 왕자가 있다. 레이던 대학교에서 법학을 공부했다. 2001년 콘스탄테인 왕자는 라우렌틴 브링크호스트와 결혼하여 1남 2녀를 두었다.

## 자녀
- 오라녜나사우 여백작 엘로이즈(2002~)
- 오라녜나사우 백작 클라우스카시미르(2004~)
- 오라녜나사우 여백작 레오노르(2006~)